# Ołeksij Czupa
Ołeksij Czupa (ur. 30 sierpnia 1986 w Makiejewce) – ukraiński poeta i prozaik. Zaliczany do donieckiego środowiska literackiego.

## Biografia
Wykształcenie średnie otrzymał jako chemik-technolog, następnie studiował ukraińską filologię w Donieckim Uniwersytecie im. Wasyla Stusa. Po 2014 roku przeniósł się do Lwowa. W roku 2015 był stypendystą programu "Gaude Polonia".

## Twórczość
Twórczość Ołeksija Czupy związana z przełomem 2014 roku i utratą jego "małej ojczyzny" jaką jest region Donbasu. Książki Ołeksija Czupy Бомжі Донбасу (pl.: Bezdomni Donbasu) oraz 10 слів про Вітчизну (pl.: Dziesięć słów o ojczyźnie) otrzymały nagrodę książek roku 2014, a także szeroko recenzowanej książki Bajki ze schronu (2014). Jego teksty tłumaczone były na język polski, niemiecki i czeski.
Jak donosi Ha-art, Czupa pracuje obecnie (2020) nad tłumaczeniem na ukraiński opowiadań Marka Hłaski.

### Ukraińskie wydania
- Українсько-російський словник (poezja, 2011)
- 69 (poezja, 2011)
- 10 слів про Вітчизну (2014)
- Бомжі Донбасу (2014)
- Казки мого бомбосховища (2014)
- Акваріум (2015)
- Кома (2015)
- Вишня і я (2016)

### Polskie wydania
- 10 słów o Ojczyźnie, tłum. Katarzyna Kotyńska, wydawnictwo Ha!art, Kraków 2016 ISBN 978-83-65739-00-1